# Kollywood

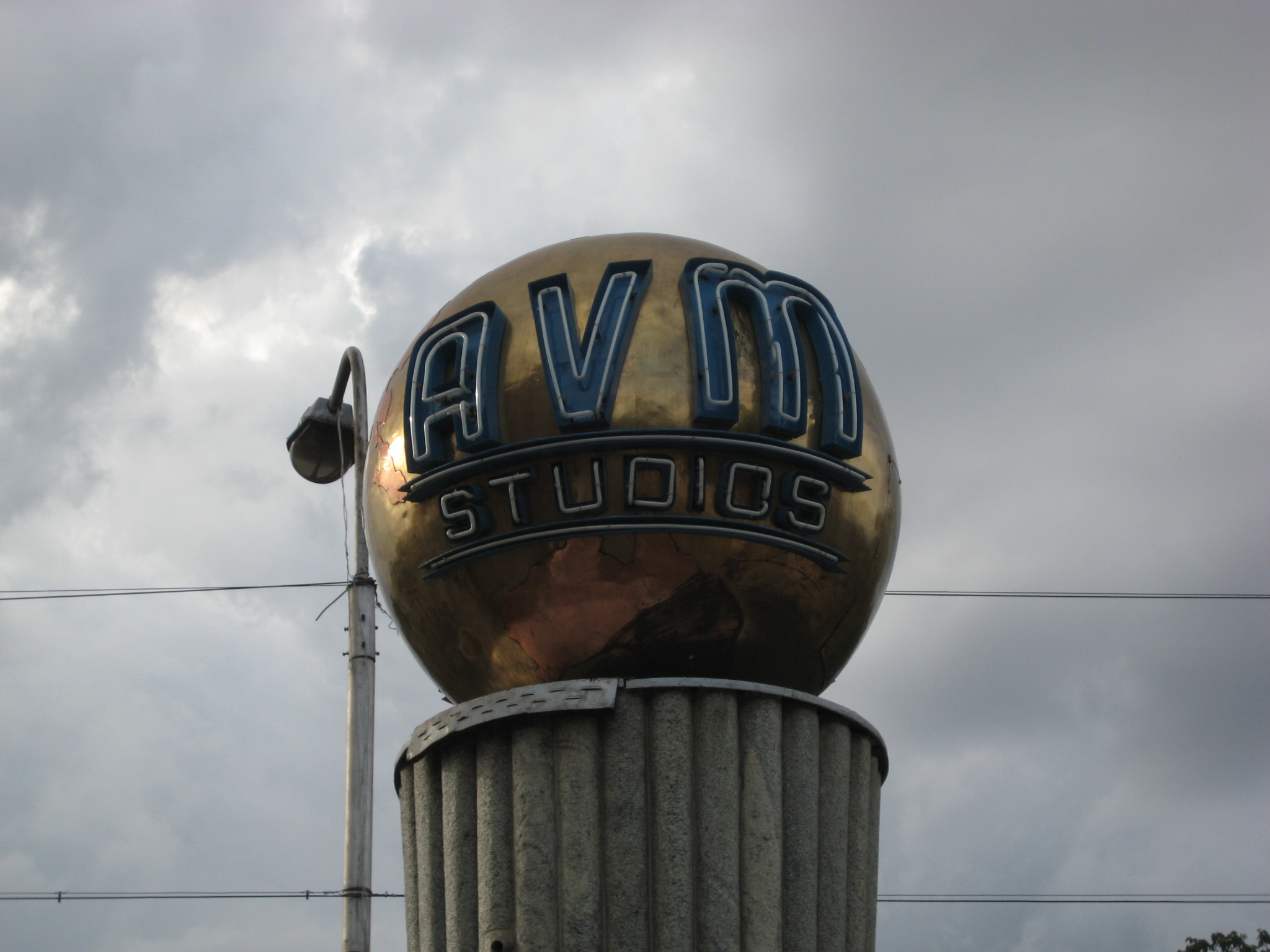
Globe-statyn utanför AVM Production, Indiens äldsta studio för filmproduktion.

Kollywood är ett ofta använt uttryck för den tamilska filmindustrin, baserad i Chennai (Madras) i den indiska delstaten Tamil Nadu. Namnet är en sammanfogning av "Kodambakkam" och "Hollywood". Kodambakkam är den stadsdel i Chennai där de flesta filmbolag håller till, och där en stor del av filmbolagens personal bor.